# Tourist (Saint Germain)
Tourist è stato pubblicato nel 2000. Tutte le tracce sono state scritte, pubblicate e mixate da Ludovic Navarre al Magic House Studio.

## Tracce
1. Rose Rouge – 7:02
2. Montego Bay Spleen – 5:41
3. So Flute – 8:29
4. Land Of ... – 7:50
5. Latin Note – 5:57
6. Sure Thing – 6:22
7. Pont Des Arts – 7:25
8. La Goutte D'Or – 6:17
9. What You Think About ... – 4:48

## Classifiche
| Classifica (2021) | Posizione massima |
| ----------------- | ----------------- |
| Grecia            | 43                |